# 直火焼き

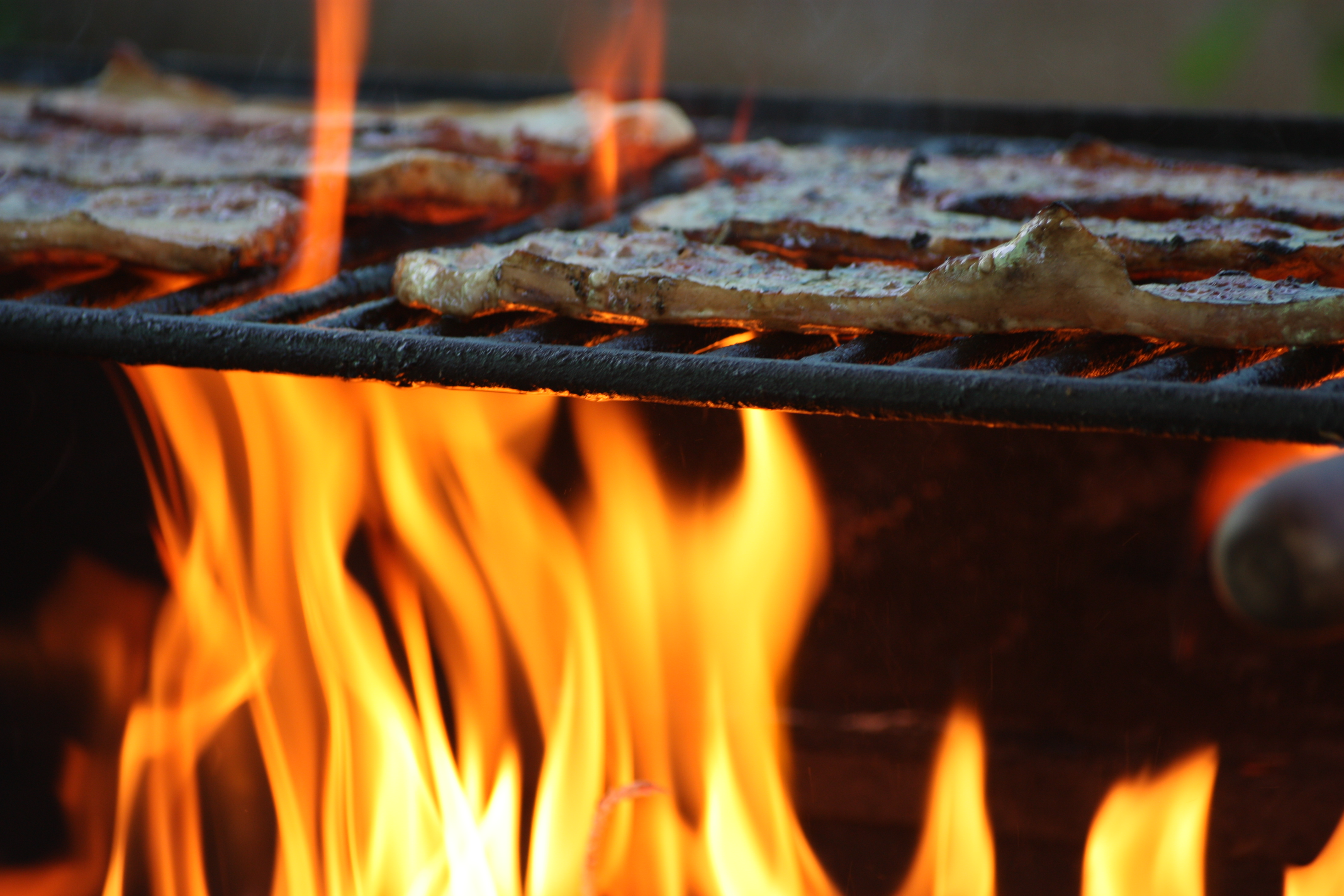
肉を直火で焼いている様子

直火焼き（じかびやき）とは、乾式加熱を伴う調理形態の一種で、熱媒（鍋・釜や油）を利用せず、火で直接食品の表面を加熱した料理である。加熱調理の技法としては人類最古のものと思われる。直火焼きには著しい量の輻射熱が伴い、肉を手早く調理する際に用いられる傾向がある。熱源と食材との間に鉄格子（グリル）や金網などを置いて加熱する場合は、網焼き（あみやき）と呼ばれる。
直火焼きにおける食材への伝熱は、主に熱輻射によるものである。直火焼きでは食材をさらす温度が250℃を超えることも多い。肉は焼くと、メイラード反応と呼ばれる化学反応過程で独特の香ばしい風味となる。メイラード反応は、食材が155℃を超える温度に達するときにのみ起きる。直火焼きは、脂の乗りやジューシーさが失われ食材が乾いて固くなる一因となるものの、油を使うよりもヘルシーな調理法として紹介されることが多い。
牛肉、豚肉、鳥肉、魚肉などを高温で調理するとヘテロサイクリックアミン（HCA）、ベンゾピレン、多環芳香族炭化水素（PAH）の生成につながるが、これらには発癌性があることが研究によって示されている。タレに漬け込んでから焼くことで、これら発癌性物質の合成は減らすことができる。

## 概要

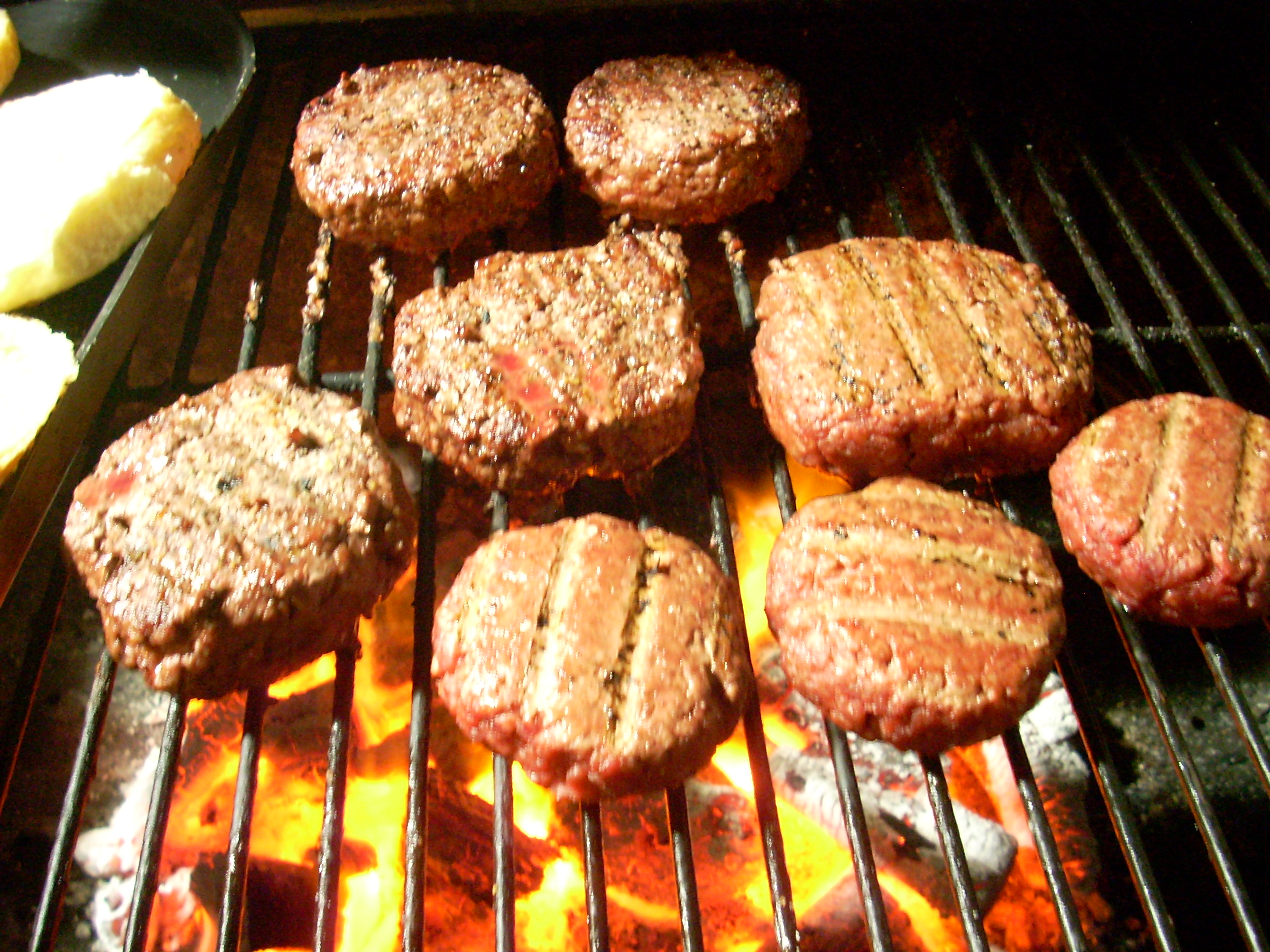
ハンバーグを炭火で焼いている様子

直火焼きは、主に魚類や肉類を串や網などで保持できるようにして、直接火もしくは高温の物体に近づけて加熱する。加熱前や加熱中に調味料（塩など固形状の物やタレ）で調味する場合がある。直火焼きを利用した主な料理は焼き鳥、ケバブ、焼き魚など。

### 串焼き
食材を串に刺して直火焼きした場合は串焼きとも呼ぶ。

### 網焼き
金網に乗せる直火焼きは網焼きと呼ばれるが、串に刺した食材を網の上で焼く場合もあり、その場合は串焼きと呼ばれる。ステーキなどを網焼きにすると、縞模様状や編み目状の焼き目が付く。家庭のガスコンロには「グリル」が付いていることが多いが、これは鉄格子の上に食材を置くものの、熱源は食材の上方にのみあって鉄格子の焼き目が付かないものもある。

## 熱源となる燃料
熱源となる燃料の違いによって、炭火焼き（すみびやき）、ガス火焼き（ガスびやき）、電気焼き（でんきやき）などと呼び分ける場合がある。
炭火焼き
炭で焼くと、赤外線の輻射熱で表面だけでなく、中にまでよく火が通る。ガスで焼くと、表面だけ焼けるので、ぱりっと香ばしく焼き上がらない。ガスが燃えると水蒸気が出るので、食材が水っぽくなる。炭は燃やしても炭酸ガスが出るだけで、水蒸気は立たないからすっきり焼き上がる。ガスでは遠火の強火が難しい。炭は備長炭が良いとされるが、それは火持ちが良く、炎が出ないからで、遠火の強火に適している。
バーナー焼き（バーナーやき）
直火焼きの一種で、熱源のガスバーナーを手で持って食材の上から炙り、加熱する方法。主に表面だけを加熱する場合に用いる点で技法上異なり、焼かれた表面には焦げが出来る。この方法を利用する料理は、焼き豆腐、クレームブリュレ、炙り寿司などさまざまである。

## 健康リスク

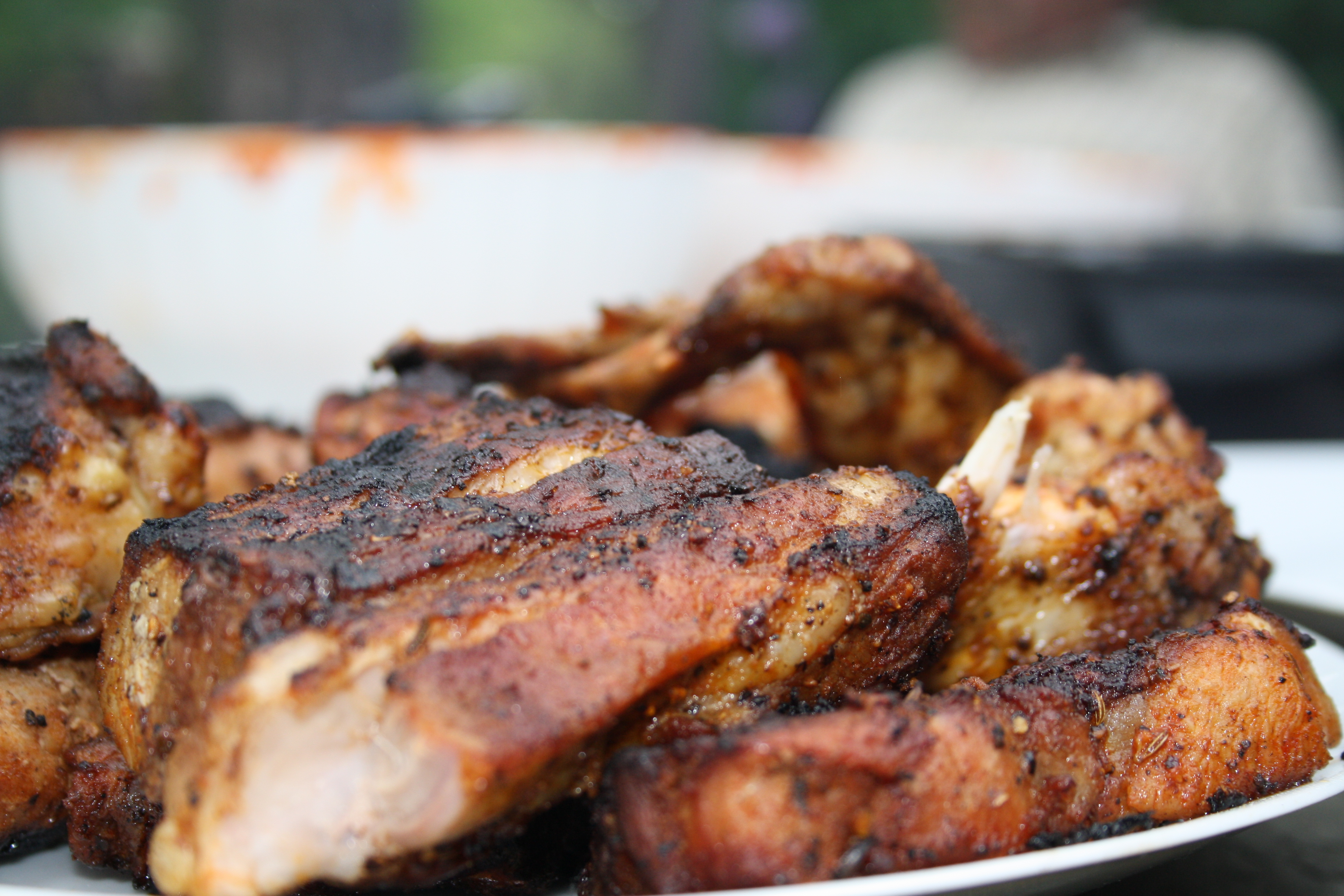
肉の高温調理（特に焦がし）は、がんの原因となるHCAを生成する。

直火焼きに限らず肉は高温で焼くと、その調理過程で発癌性物質が発生することがある。発生を招く過程には二つが考えられている。ヘテロサイクリックアミン（HCA）は、アミノ酸、糖類、クレアチンが高温で反応するときに形成される。多環芳香族炭化水素 (PAH)は、直火焼きされる肉の脂や肉汁が火へ滴り落ちて炎を起こすときに形成され、この炎に含まれるPAHが肉の表面に付着する。
しかし、肉を焼く際に発癌性物質を有意に削減、またはその発癌性を軽減することは可能である。ニンニク、ローズマリー、オリーブオイル、サクランボ、そしてビタミンEには、HCAとPAH両方の形成を減少させる効果があることがわかっている。熱源が上方（多くの電気オーブンやガスオーブンで見られる型）または側方にある場合には、肉から滴る脂の燃焼、および肉と炎との接触を完全に避けられる。また電子レンジで肉を予め調理しておくことで、高温の熱に接する仕上げの調理時間を短縮してHCA生成を低減させるという方法もある。
ハーバード・ヘルス・パブリッシングは、直火で焼いた肉や魚を日常的に摂取した場合、高血圧などの病気のリスクを高める可能性があると述べている。

## ガスバーナー
料理、菓子などに対してあぶる、焦げ目をつけるなどするために、手持ち、ボンベ型のガスバーナーを利用することもある。